# دلمشغولی‌ها
دلمشغولی‌ها یا اگه یه روز نخستین آلبوم موسیقی فرامرز اصلانی، هنرمند ایرانی است که در سبک پاپ تهیه شده و دارای ۱۰ آهنگ است. این آلبوم را شرکت CBS در ایران منتشر کرد.
او می‌گوید «من سال ۱۹۷۲ بود که از انگلستان به لس‌آنجلس آمدم و چهار سالی اینجا بودم و بعد برگشتم به ایران و کارم را با CBS شروع کردم. یکی از دلایلی که به ایران برگشتم همین آهنگ‌ها بود که ساخته بودم. آن موقع «اگه یه روز»، «دیوار» و «دل اسیره» را ساخته بودم و دلم می‌خواست آن‌ها را در ایران ضبط کنم.»

## فهرست آهنگ‌ها
| نام ترانه     | ترانه‌سرا      | آهنگساز       | تنظیم         |
| ------------- | ------------- | ------------- | ------------- |
| اگه یه روز    | فرامرز اصلانی | فرامرز اصلانی | آرمیک         |
| دیوار         | فرامرز اصلانی | فرامرز اصلانی | آرمیک         |
| دل اسیره      | فرامرز اصلانی | فرامرز اصلانی | آرمیک         |
| عبور          | فرامرز اصلانی | فرامرز اصلانی | آرمیک         |
| یارم کو       | فرامرز اصلانی | فرامرز اصلانی | فرامرز اصلانی |
| آهوی وحشی     | حافظ          | فرامرز اصلانی | فرامرز اصلانی |
| دریغ          | فرامرز اصلانی | فرامرز اصلانی | فرامرز اصلانی |
| پرستوهای خسته | فرامرز اصلانی | فرامرز اصلانی | فرامرز اصلانی |
| یاد گذشته     | فرامرز اصلانی | فرامرز اصلانی | فرامرز اصلانی |
| شب            | فرامرز اصلانی | فرامرز اصلانی | فرامرز اصلانی |